# Кремін
Кремін (фр. Crémines) — громада  в Швейцарії в кантоні Берн, адміністративний округ Бернська Юра.

## Географія
Громада розташована на відстані близько 38 км на північ від Берна.
Кремін має площу 9,5 км², з яких на 5,2% дозволяється будівництво (житлове та будівництво доріг), 42,2% використовуються в сільськогосподарських цілях, 52,3% зайнято лісами, 0,3% не є продуктивними (річки, льодовики або гори).

## Демографія
2019 року в громаді мешкало 499 осіб (-5,8% порівняно з 2010 роком), іноземців було 9,2%. Густота населення становила 53 осіб/км².
За віковим діапазоном населення розподілялося таким чином: 20,8% — особи молодші 20 років, 51,9% — особи у віці 20—64 років, 27,3% — особи у віці 65 років та старші. Було 229 помешкань (у середньому 2,1 особи в помешканні).
Із загальної кількості 259 працюючих 16 було зайнятих в первинному секторі, 95 — в обробній промисловості, 148 — в галузі послуг.